# Abdoul Nassirou Omouroun
Abdoul Nassirou Omouroun (sinh 12 tháng 7 năm 1987) là một cầu thủ bóng đá Togo thi đấu cho AS Togo-Port.